# Franjo Vrabec
Franjo Vrabec, slovenski rezbar, restavrator in pozlatár, * 26. november 1907 Trst, † 20. november 1986, Ljubljana. 

## Življenje in delo
Rodil se je v družini uradnika Alojza in gospodinje Antonije Vrabec rojene Renčelj. Otroštvo je preživel v rojstnem kraju. Kot mnogi zavedni Slovenci pa se je tudi njegova družina v času prve svetovne vojne izselila iz Trsta. Gimnazijo je obiskoval v Mariboru. Pokazal je veliko nadarjenost za risanje, zato so profesorji staršem svetovali, naj se posveti likovna umetnost - cerkvenemu kiparstvu. Te stroke se je štiri leta učil pri mariborskem mojstru Ivanu Sojiču.
Po odsluženi vojaščini ga je pot zanesla v Beograd. Tu se je najprej zaposlil pri podjetju, ki je izdelovalo stilno pohištvo. Pripravljal je načrte, po katerih so izdelovali opremo in rezbaril, kasneje pa odprl lastno delavnico v kateri je po naročilu rezbaril pohištvo, lestence, svečnike, kipe, okvirje za slike in druge izdelke. Po drugi svetovni vojni so ga kot strokovnjaka povabili v Sevnico, kjer so takrat ustanovili stilsko delavnico umetnega mizarstva. Tudi tu je izdeloval načrte, rezbaril in se ukvarjal s pozláto. Pod vodstvom Zavoda za spomeniško varstvo v Ljubljani je obnavljal umetnostne spomenike v baročni romarski cerkvi Marijinega vnebovzetja v Novi Štifti. Restavriral je še v drugih cerkvah: Stari trg pri Ložu, Lendavi, Logatcu in drugje. V teh cerkvah je večinoma restavriral zlate oltarje izdelane iz lesa. Bil je cenjen in spoštovan strokovnjak, pri katerem so mnogi restavratorji iskali strokovne nasvete.